# Ligue musulmane du Pakistan (F)
Pour les articles homonymes, voir Ligue musulmane (homonymie).
La Ligue musulmane du Pakistan (F) (en ourdou : پاکستان مسلم لیگ ف) est un parti politique pakistanais issu de la Ligue musulmane du Pakistan dont il a fait scission en 1965. La lettre « F » qui le démarque des autres ligues signifie Functional.
Le parti a été fondé en 1965 par Fatima Jinnah et a été dirigé jusqu'en 2012 par le leader spiritualiste Pir Pagara. Le parti représente avant tout la communauté soufie Hur dans la province du Sind. Son influence se limite à cette province, qui lui a permis d'obtenir jusqu'à une demi-douzaine de députés à l'Assemblée nationale, et de participer à plusieurs gouvernements fédéraux.

## Historique

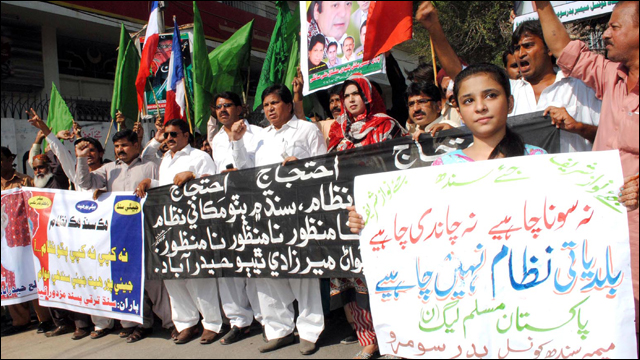
Manifestation de la Ligue (F) contre une réforme des organes locaux, introduite par le PPP à l'Assemblée provinciale du Sind.

En 1965, la Ligue musulmane du Pakistan (F) est fondée par Fatima Jinnah, avec le soutien de Pir Pagara. La LMP-F s'oppose à Ayub Khan puis à Zulfikar Ali Bhutto et au Parti du peuple pakistanais. En 1973, elle est élargie par la fusion de la Convention de la Ligue musulmane et du Conseil de la Ligue musulmane. Lors des élections législatives de 1977, cette Ligue rejoint une coalition de partis conservateurs ou islamistes de l'opposition, l'Alliance nationale du Pakistan. 
À la suite du coup d’État du général Muhammad Zia-ul-Haq le 5 juillet 1977, la Ligue musulmane du Pakistan (F) soutient le putsch, tandis que les opposants à celui-ci forment leur propre faction, qui s'allie au PPP, la Ligue musulmane du Pakistan (Qasim). 
En 1985, Muhammad Khan Junejo et le Pir Pagaro refondent sur la base de la LMP-F, une nouvelle Ligue unifiée, en soutien au président Zia-ul-Haq. La LMP-F reprend son indépendance peu après, à la suite de l'élection de Junejo à la tête du parti.
Le parti ne remporte aucun siège aux législatives de 1993 et 1997.
Lors des élections législatives de 2002, le parti remporte cinq sièges à l'Assemblée nationale et 1,1 % des votes populaires, soit 328 137 voix, réalisant ainsi son premier succès réel. La plupart de ses députés sont élus dans le district de Shangla.
En 2004, le parti se fond dans la Ligue musulmane du Pakistan (Q), renommée Ligue musulmane du  Pakistan, avant de rompre cette alliance quelques mois plus tard.
La Ligue réalise une performance équivalente lors des élections législatives de 2008, avec cinq sièges fédéraux et 1,9 % de votes populaires, soit 685 684 voix. Il rejoint ensuite la coalition gouvernementale menée par le Parti du peuple pakistanais, mais quitte le gouvernement peu avant les élections, en septembre 2012, citant l'échec du gouvernement local du Sind, également dirigé par le PPP.
En 2010, une fusion du PML et du PMLF sous le nom de Ligue musulmane de tout le Pakistan (Pir Pagara) est annoncée.
Lors des élections législatives de 2013, la ligue remporte six sièges de députés fédéraux et 2,4 % des voix soit 1 072 846 votes, réalisant ainsi la meilleure performance de son histoire. Il remporte également onze sièges à l'Assemblée provinciale du Sind dans laquelle il se rapproche ensuite du Mouvement Muttahida Qaumi. Le parti rejoint ensuite la coalition gouvernementale menée par la Ligue musulmane du Pakistan (N). Cependant à la fin de l'année, à l'approche des élections locales, la Ligue souffre de quelques revers, en particulier la défection du nazim du district de Khairpur qui rejoint le Parti du peuple pakistanais. Le parti représente avant tout la communauté soufie Hurs, dirigée par un « Pir Pagara », et présente surtout dans la province du Sind. En 2013, le parti a décidé que 40 % à 60 % des circonscriptions à l'approche des élections seront réservées pour des membres de la communauté. Le parti a aussi notamment reçu des soutiens de la part de l'électorat chrétien et hindou dans le district de Larkana.
À l'approche des élections législatives de 2018, la Ligue mène une nouvelle coalition intitulée Grande alliance démocratique avec d'autres petits partis du Sind, dans le but de casser l'hégémonie du Parti du peuple pakistanais sur la province. L'alliance est rejointe par le Parti national du peuple, le Parti des travailleurs du peuple pakistanais (une scission du PPP), Awami Tahreek et la Ligue musulmane populaire. Deux personnalités emblématiques du PPP rejoignent l'alliance, Zulfiqar Mirza et sa femme Fahmida Mirza.

## Tableau récapitulatif des scrutins
| Élections            | % de suffrages (échelle nationale) | Votes populaire | Nombre de sièges à l’Assemblée nationale | % des sièges | Position                |
| -------------------- | ---------------------------------- | --------------- | ---------------------------------------- | ------------ | ----------------------- |
| Législatives de 1993 |                                    |                 | 0 / 207                                  | 0 %          | Extra-parlementaire     |
| Législatives de 1997 |                                    |                 | 0 / 207                                  | 0 %          | Extra-parlementaire     |
| Législatives de 2002 | 1,1 %                              | 328 137         | 5 / 342                                  | 1,5 %        | Coalition/Opposition    |
| Législatives de 2008 | 1,9 %                              | 685 684         | 5 / 342                                  | 1,5 %        | Coalition avec le PPP   |
| Législatives de 2013 | 2,4 %                              | 1 072 846       | 6 / 342                                  | 1,8 %        | Coalition avec la LMP-N |